# Mokili
Mokili è un film del 2006 diretto da Berni Goldblat.
Pellicola prodotta in Burkina Faso con regista svedese; è stata presentata al 28º Festival di Cinema Africano di Verona.